# كيري ويبستر
كيري ويبستر (بالإنجليزية: Kerri Webster)‏ (1971)؛ كاتِبة وشاعرة أمريكية. درست في جامعة إنديانا.